# Drexel Hill Junction
Drexel Hill Junction  es una estación en la Ruta 101 y la Ruta 102 de la línea verde del Metro de Filadelfia. La estación se encuentra localizada en Hillcrest Road & la Avenida Shadeland en Drexel Hill, Pensilvania.  La Autoridad de Transporte del Sureste de Pensilvania (por sus siglas en inglés SEPTA) es la encargada por el mantenimiento y administración de la estación.

## Descripción y servicios
La estación Drexel Hill Junction cuenta con 2 plataformas laterales y 2 vías.  

## Conexiones
La estación es abastecida por las siguientes conexiones: 
- Rutas de autobuses: 107